# José Varacka
José Varacka, né le 27 mai 1932 à Buenos Aires et mort le 22 octobre 2018, est un footballeur international et entraîneur argentin.

## Carrière
José Varacka commence sa carrière en 1952 avec Independiente. Il participe notamment à la fameuse victoire 6–0 sur le Real Madrid en 1954. En 1960 il rejoint River Plate où il reste six ans, avant de partir une saison à San Lorenzo, le troisième des « Cinq grands du football argentin » dont il porte le maillot.
Sélectionné en équipe nationale à partir de la Copa América 1956, José Varacka participe aux Coupes du monde de 1958 et 1966. Il remporte avec la sélection la Copa América 1959 et la Coupe des nations de football (en) en 1964.
En 1967, il part terminer sa carrière à Colo-Colo, au Chili puis au Porvenir Miraflores au Pérou.
Dès 1968, José Varacka se reconvertit comme entraîneur, au Gimnasia y Esgrima de La Plata. Il entame ainsi une longue carrière, qui le voit notamment prendre les rênes de Boca Juniors et de River Plate et participer à la Coupe du monde de 1974 en tant qu'adjoint de Vladislao Cap. Il remporte deux championnats de Colombie (1977 et 1980) avec l'Atlético Junior, où il fait quatre passages.